# Джафаров, Фаиг Алигулу оглы
Фаиг Алигулу оглы Джафаров (азерб. Cəfərov Faiq Əliqulu oğlu; 1 мая 1974 — 19 августа 1999) — военнослужащий Вооружённых сил Республики Азербайджан, Национальный Герой Азербайджана (1995).

## Биография
Родился Фаиг Джафаров 1 мая 1974 года в селе Шилавенгя, ныне Джалильабадского района, Азербайджанской ССР. В 1982 году он поступил на обучение в первый класс Шилавенгянской средней школы, а в 1991 году окончил десятый класс этой школы. В том же году поступил в Бакинский машиностроительный техникум. 18 октября 1992 года он принял присягу на верность Родине и начал военную службу в рядах Национальной армии Азербайджана. Одним из первых пограничников Нахичеванского пограничного отряда был Фаиг Джафаров.
3 года служил на 3-й заставе Шарурского района. В боях на границе в Нахичеванской Автономной Республике Фаиг проявлял мужество и героизм.
13-17 марта 1995 год принимал участие в подавлении и нейтрализации незаконных формирований, бывших членов отряда полиции особого назначения, действующих с целью Государственного переворота в Азербайджанской Республики. В мартовские дни в столицу было отправлено добровольческое подразделение Нахичеванского пограничного отряда, в котором находился и Фаиг Джафаров. В ходе противостояния с мятежниками в городе Баку в ночь с 16 на 17 марта получил тяжёлые ранения, был доставлен в больницу № 3 Сабунчинского района, находился в тяжёлом состоянии. Благодаря усилиям врачей больницы полностью излечился. 22 июня 1995 года уволен в запас из пограничных войск.
Через год Джафаров возвратился на службу в пограничные войска. Службу проходил в Бакинском отдельном контрольно-пропускном пункте. В 1997 году начал обучение на юридическом факультете Азербайджанского Международного университета.
19 августа 1999 года, в результате автомобильной аварии, Фаиг Джафаров погиб.
Он был женат, воспитывал двоих детей.

## Память
Указом Президента Азербайджанской Республики № 427 от 27 декабря 1995 года Фаиуг Алигулу оглы Джафарову было присвоено звание Национального Героя Азербайджана.
Похоронен в родном селе Шилавенгя Джалильабадского района Республики Азербайджан.